# 조순 (조위)
진왕 조순(秦王 曹詢, 231년 ~ 244년)은 중국 삼국 시대 위나라의 황족으로 조위 제 3대 황제인 조방의 형제이다. 부친이 불분명하다.

## 생애
위나라의 제 2대 황제인 조예(曹叡)의 아들이 잇따라 요절하자, 형제 조방(曹芳)과 함께 남몰래 입양되었으며, 조방과 조순의 근본은 그 누구도 아는 이가 없다. 청룡(青龍) 3년(235년) 8월, 조방은 황태자에 옹립되었고, 조순은 진왕(秦王)에 책봉되었다. 정시(正始) 5년(244년) 8월, 사망하였으며, 그 해 11월 경조군(京兆郡)으로 옮겨졌다.

## 조순의 출신에 대한 의혹
그의 출생에 대해서는 불분명하여, 알려지지 않은 조씨 일족 중 한 사람일 것으로 추정되고 있다. 《위씨춘추》에 따르면 조창(曹彰)의 아들 임성왕 조해가 조순과 조방 형제의 아버지라고도 한다.
조예가 조비(曹丕)의 친자가 아닌 조창(혹은 조식)의 친자라는 설이 있다.

## 같이 보기
- 삼국지 인물 목록
- 진수 (서진)
- 배송지